# National Basketball League 1946-1947
La stagione di National Basketball League 1946-1947 fu la 10ª nella storia della National Basketball League. Vinsero il titolo i Chicago American Gears.

## Risultati

### Stagione regolare

#### Eastern Division
| Squadra                    | V  | P  | %    |
| -------------------------- | -- | -- | ---- |
| Rochester Royals           | 31 | 13 | 70,5 |
| Fort Wayne Zollner Pistons | 25 | 19 | 56,8 |
| Toledo Jeeps               | 21 | 23 | 47,7 |
| Syracuse Nationals         | 21 | 23 | 47,7 |
| Tri-Cities Blackhawks      | 19 | 25 | 43,2 |
| Youngstown Bears           | 12 | 32 | 27,3 |

#### Western Division
| Squadra                 | V  | P  | %    |
| ----------------------- | -- | -- | ---- |
| Oshkosh All-Stars       | 28 | 16 | 63,6 |
| Indianapolis Kautskys   | 27 | 17 | 61,4 |
| Chicago American Gears  | 26 | 18 | 59,1 |
| Sheboygan Red Skins     | 26 | 18 | 59,1 |
| Anderson Duffey Packers | 24 | 20 | 54,5 |
| Detroit Gems            | 4  | 40 | 9,1  |

### Playoff
|  | Quarti di finale | Quarti di finale   | Quarti di finale   | Quarti di finale | Quarti di finale | Quarti di finale | Quarti di finale |  |  | Semifinali        | Semifinali        | Semifinali        | Semifinali        | Semifinali        | Semifinali | Semifinali |    |    | Finale           | Finale           | Finale           | Finale | Finale | Finale | Finale |  |
|  |                  |                    |                    |                  |                  |                  |                  |  |  |                   |                   |                   |                   |                   |            |            |    |    |                  |                  |                  |        |        |        |        |  |
|  | 1E               | Rochester Royals   | Rochester Royals   | 66               | 61               | 54               | 62               |  |  |                   |                   |                   |                   |                   |            |            |    |    |                  |                  |                  |        |        |        |        |  |
|  | 4E               | Syracuse Nationals | Syracuse Nationals | 64               | 64               | 48               | 57               |  |  | Rochester Royals  | Rochester Royals  | Rochester Royals  | Rochester Royals  | 58                | 49         | 76         |    |    |                  |                  |                  |        |        |        |        |  |
|  | 2E               | Ft. Wayne Pistons  | 65                 | 54               | 46               | 53               | 64               |  |  | Ft. Wayne Pistons | Ft. Wayne Pistons | Ft. Wayne Pistons | Ft. Wayne Pistons | 49                | 56         | 47         |    |    |                  |                  |                  |        |        |        |        |  |
|  | 3E               | Toledo Jeeps       | 38                 | 31               | 56               | 58               | 46               |  |  |                   |                   |                   |                   |                   |            |            |    |    | Rochester Royals | Rochester Royals | Rochester Royals | 71     | 63     | 70     | 68     |  |
|  | 3W               | Chicago Gears      | 74                 | 69               | 67               | 54               | 76               |  |  |                   |                   | Chicago Gears     | Chicago Gears     | Chicago Gears     | 66         | 67         | 78 | 79 |                  |                  |                  |        |        |        |        |  |
|  | 2W               | Ind. Kautskys      | 72                 | 61               | 68               | 55               | 62               |  |  | Chicago Gears     | Chicago Gears     | Chicago Gears     | Chicago Gears     | Chicago Gears     | 60         | 61         |    |    |                  |                  |                  |        |        |        |        |  |
|  | 1W               | Oshkosh All-Stars  | 48                 | 40               | 54               | 53               | 49               |  |  | Oshkosh All-Stars | Oshkosh All-Stars | Oshkosh All-Stars | Oshkosh All-Stars | Oshkosh All-Stars | 54         | 60         |    |    |                  |                  |                  |        |        |        |        |  |
|  | 4W               | Sheb. Red Skins    | 54                 | 45               | 44               | 45               | 47               |  |  |                   |                   |                   |                   |                   |            |            |    |    |                  |                  |                  |        |        |        |        |  |

## Vincitore
| Campione NBL 1946-1947             |
| ---------------------------------- |
| Chicago American Gears (1º titolo) |

## Premi NBL
- NBL Most Valuable Player: Bob Davies, Rochester Royals
- NBL Rookie of the Year: Freddie Lewis, Sheboygan Red Skins
- NBL Coach of the Year: Lonnie Darling, Oshkosh All-Stars
- All-NBL First Team
  - Al Cervi, Rochester Royals
  - Bob Davies, Rochester Royals
  - Freddie Lewis, Sheboygan Red Skins
  - Bobby McDermott, Chicago American Gears
  - George Mikan, Chicago American Gears
- All-NBL Second Team
  - Bob Calihan, Chicago American Gears
  - Bob Carpenter, Oshkosh All-Stars
  - Red Holzman, Rochester Royals
  - Arnie Risen, Indianapolis Kautskys
  - Hal Tidrick, Toledo Jeeps